# Episodi di Resta con me
La prima stagione della serie televisiva Resta con me, composta da 16 episodi, è stata trasmessa in prima visione su Rai 1 dal 19 febbraio al 3 aprile 2023 con due episodi in otto prime serate. I primi due episodi sono stati trasmessi in anteprima su RaiPlay il 16 febbraio 2023.
| nº | Titolo      | Prima TV         |
| -- | ----------- | ---------------- |
| 1  | Episodio 1  | 19 febbraio 2023 |
| 2  | Episodio 2  | 19 febbraio 2023 |
| 3  | Episodio 3  | 26 febbraio 2023 |
| 4  | Episodio 4  | 26 febbraio 2023 |
| 5  | Episodio 5  | 5 marzo 2023     |
| 6  | Episodio 6  | 5 marzo 2023     |
| 7  | Episodio 7  | 12 marzo 2023    |
| 8  | Episodio 8  | 12 marzo 2023    |
| 9  | Episodio 9  | 19 marzo 2023    |
| 10 | Episodio 10 | 19 marzo 2023    |
| 11 | Episodio 11 | 27 marzo 2023    |
| 12 | Episodio 12 | 27 marzo 2023    |
| 13 | Episodio 13 | 2 aprile 2023    |
| 14 | Episodio 14 | 2 aprile 2023    |
| 15 | Episodio 15 | 3 aprile 2023    |
| 16 | Episodio 16 | 3 aprile 2023    |

## Episodio 1
- Diretto da: Monica Vullo
- Scritto da: Donatella Diamanti

### Trama
Il vicequestore aggiunto della squadra mobile di Napoli, Alessandro Scudieri, in un ristorante si ritrova coinvolto in una sparatoria insieme a sua moglie Paola, che lavora come giudice presso il tribunale dei minori. Dopo quest'ultimo avvenimento il rapporto tra i due va in crisi, visto che lei ha perso il bambino che aspettavano. Alessandro inizia a indagare su Vito Lojacono, il ragazzo morto durante la sparatoria, e su una donna misteriosa che ha intravisto nel locale collegandoli a una banda di rapinatori sui quali sta investigando. Intanto un ragazzo minorenne si prende la colpa dell’accaduto ma secondo Alessandro è stato spinto da qualcuno. Paola decide di firmare le dimissioni e di tornare al lavoro. Alessandro cerca di riavvicinarsi alla moglie ma non ci riesce. Riceve poi la notizia che è stato rinvenuto il cadavere di un suo amico informatore, Gennaro Russo.
- Altri interpreti: Tony Laudadio (superiore di Nunzia Raimondi), Federico Torre (padre di Vito Lojacono), Ivan Cirillo (Francesco Lepore).
- Ascolti: telespettatori 3 752 000 – share 21,40%[5].

## Episodio 2
- Diretto da: Monica Vullo
- Scritto da: Donatella Diamanti

### Trama
Alessandro si precipita al porto dove è stato rinvenuto il corpo di Gennaro e si intesta subito il caso sentendosi responsabile della sua morte dato che aveva chiesto il suo aiuto. Salvatore Ciullo dell'unità di pronto intervento, primo ad arrivare sul posto, si lamenta con la dottoressa Raimondi dell’intromissione del vicequestore. Alessandro inizia a prendersi cura di Diego, il figlio di Gennaro che è rimasto solo, accogliendolo a casa sua; Paola però chiede a un suo collega di trovare una sistemazione al ragazzino in una casa-famiglia. Due testimoni si presentano in Questura affermando di aver visto Gennaro in compagnia di un uomo di colore prima di essere ucciso. Viene quindi arrestato Tarek, amico di Gennaro, il quale ammette solamente di essere stato in affari di droga con lui; quando però nella sua auto viene ritrovata una pistola, sostiene che qualcuno lo stia incastrando. Alessandro intanto continua a dormire in Questura.
- Altri interpreti: Stefano Taranto (Mimmo Failla), Alex Van Damme (Tarek Hammadou).
- Ascolti: telespettatori 3 752 000 – share 21,40%[5].

## Episodio 3
- Diretto da: Monica Vullo
- Scritto da: Fabrizio Midulla

### Trama
Alessandro, aiutato dai colleghi dell'Unità notturna Ciullo e Fiore con i quali lavora da poco, indaga sulla morte di una ragazza, Tea, trovata in un bosco. Il fidanzato della ragazza, Gerardo Moscatiello, con il quale era andata via da una festa in una villa con piscina, ha precedenti per detenzione di stupefacenti ma la squadra si sofferma su Andrea Lombardo, ex della ragazza con precedenti per spaccio, rissa e detenzione illegale di armi. Lombardo viene subito fermato e ammette di aver incastrato Moscatiello mettendo della droga nella sua auto ma nega di aver ammazzato i due. Scudieri e i suoi poco lontano da dove è stata trovata Tea trovano infine l'auto con dentro il cadavere di Moscatiello. Dalle impronte digitali sul veicolo si risale a Nino Barone e Angelo Porzio i quali confessano di aver ucciso la coppia perché Moscatiello lì aveva sorpresi rubare l'auto e voleva chiamare la polizia.
Nel frattempo Alessandro, che nei vicoli ha intravisto la donna protagonista della sparatoria, è sempre in conflitto con la moglie mentre Diego continua ad essere ospitato dalla coppia in attesa di altra sistemazione.
- Ascolti: telespettatori 3 830 000 – share 20,90%[6].

## Episodio 4
- Diretto da: Monica Vullo
- Scritto da: Fabrizio Midulla

### Trama
La squadra indaga sulla morte di una sedicenne e il ferimento di un clochard di nome Ivan Pisaturo che aveva visto il delitto; vengono arrestati due ragazzi che ammettono di non aver soccorso la ragazza dopo averla investita. Ciullo capisce che il clochard è stato ferito dai due ragazzi perché li aveva ricattati dopo aver raccolto lo specchietto della loro auto e anche lui aveva omesso il soccorso alla ragazza.
Nel frattempo Diego scappa di casa dopo aver capito che Paola gli ha trovato una sistemazione in una casa famiglia; Alessandro e la moglie, dopo diverse ore di ricerca riescono a trovarlo a casa di sua madre, che non può tenerlo perché si droga, e lo riportano a casa.
Il PM chiede l'archiviazione per Scudieri per la sparatoria al ristorante vista la mancanza di elementi probatori nei suoi confronti.
- Altri interpreti: Michelangelo Tommaso (Luca Rosai), Rocco Ancarola (Leonardo Filangieri).
- Ascolti: telespettatori 3 830 000 – share 20,90%[6].

## Episodio 5
- Diretto da: Monica Vullo
- Scritto da: Tommaso Renzoni

### Trama
Una donna cerca di intrufolarsi negli uffici del tribunale dei minori per poi raggiungere il tetto del palazzo minacciando il suicidio se non potrà parlare con il giudice Luca Morosini. Paola scopre che si tratta di Elena Caporali, una donna con precedenti e da poco uscita da una comunità di recupero; il giudice Morosini le ha appena tolto la responsabilità genitoriale di sua figlia Lucia che aveva avuto con Guido Santomanni. Alessandro e Paola cercano in ogni modo di farla scendere e Linda riesce a bloccarla sul tetto ricordandole che lei ce l'ha fatta a cambiare vita. La poliziotta ospita poi Elena alla quale Paola ha promesso di riesaminare il caso della figlia. Intanto Alessandro e Paola si riavvicinano e tornano a fare l'amore.
- Altri interpreti: Luigi Tuccillo (Massimo).
- Ascolti: telespettatori 3 596 000 – share 19,80%[7].

## Episodio 6
- Diretto da: Monica Vullo
- Scritto da: Giovanni Galassi

### Trama
Una sera al porto viene fatta scoppiare una bomba a distanza e viene ritrovato il corpo di un uomo ucciso con tre colpi di pistola. Inoltre, viene denunciato il furto di una bisarca che trasportava auto e un furgone. La bisarca viene fatta ritrovare vuota nei pressi dei Portici. I sospetti ricadono su Cecilia Abate e sul fratello Ciro che ha dei precedenti penali. Alessandro pensa che sia coinvolta la banda alla quale sta dando la caccia ormai da diverso tempo. Si indaga sugli agenti della security e uno di loro, tale Santoni, viene ritrovato morto in casa. Paola dice ad Alessandro che ha paura di stare di nuovo bene con lui.
- Ascolti: telespettatori 3 596 000 – share 19,80%[7].

## Episodio 7
- Diretto da: Monica Vullo
- Scritto da: Mario Cristiani

### Trama
Viene appurato che i due vigilanti, quello del porto e quello ritrovato morto in casa, sono stati uccisi con la stessa arma. Tra gli effetti personali di Vito Lojacono, il ragazzo ucciso al ristorante, ci sono anche degli occhiali da vista ma suo padre dice ad Alessandro che non sono suoi dato che non aveva problemi di vista. Valerio, collega di Paola, trova una famiglia disposta ad accogliere Diego e la donna vuole fare incontrare la coppia con il ragazzino il quale non sembra molto contento della situazione.
L'omicidio di Amir, un ragazzo pakistano titolare di un negozio di alimentari, svela che la banda ha rapinato una banca araba clandestina, sottraendo notizie all'archivio della Questura. Il sospetto di una talpa è sempre più forte e Alessandro ne parla con il vicequestore Raimondi.
- Altri interpreti: Federico Torre (padre di Vito Lojacono), Michele Schiano Di Cola (Carmine Fiorillo).
- Ascolti: telespettatori 3 696 000 – share 20,70%[8].

## Episodio 8
- Diretto da: Monica Vullo
- Scritto da: Angelo Petrella

### Trama
L'agente Stefano D'Angelo ha dei comportamenti strani ultimamente e i colleghi Marco Palma, Alessia Spada, la sorella Ilaria e anche il vicequestore Raimondo iniziano ad avere dei sospetti su di lui.
Si indaga intanto sulla morte di Enzo, il figlio di Anna, la titolare della trattoria dove spesso Alessandro va a mangiare; l'uomo sarebbe stato ucciso all'interno del locale dove è stata aggredita anche la fidanzata Giamila. I poliziotti scoprono che Enzo picchiava la ragazza e alla fine la madre di Enzo confessa di averlo ucciso durante una colluttazione.
Di fronte al rifiuto di Diego all'idea di essere affidato a una nuova famiglia, Paola capisce quanto lei e Alessandro siano importanti per il ragazzino e così loro decidono di adottarlo.
- Altri interpreti: Massimo De Lorenzo (Lorenzo), Christina Andrea Rosamilia (Rosalba Lamanna), Tony Laudadio (superiore di Nunzia Raimondi).
- Ascolti: telespettatori 3 696 000 – share 20,70%[8].

## Episodio 9
- Diretto da: Monica Vullo
- Scritto da: Angelo Petrella

### Trama
Stefano è scomparso e Ilaria racconta che anni prima aveva avuto una relazione con Elisa Varriale, una ragazza con problemi di soldi e droga che però ora si è disintossicata, è sposata e dice di non sentire il ragazzo da un anno. Inoltre i due pc del poliziotto sono stati resettati la notte della sua scomparsa. L'ultimo messaggio che Stefano ha ricevuto è di Augusto Rigillo, anch'egli scomparso da alcuni giorni. Viene poi ritrovata l'auto di Stefano completamente carbonizzata ma il cadavere ritrovato all'interno è di Rigillo, ucciso dal poliziotto con un colpo alla nuca.
Scuderi con Ciullo e la Fiore intanto indagano sul furto della reliquia di San Ciro dalla Chiesa del Gesù Nuovo poco prima della processione e si capisce da subito che ancora è coinvolta la banda. Dopo aver sospettato di diverse persone, si risale al soprintendente Lino Ferroni che però si suicida in casa prima che possa entrare la polizia; all'interno dell'appartamento viene proprio rinvenuta la reliquia del santo.
Alessandro racconta alla moglie che Gennaro, il padre di Diego, era un suo informatore e lei, pensando che l'uomo sia stato ucciso per colpa sua, gli mostra tutto il suo sdegno.
- Altri interpreti: Cosimo Alberti (De Rosa), Simone Makkonen (sacerdote), Carla Ferraro (prof. Arnes).
- Ascolti: telespettatori 3 243 000 – share 19,00%[9].

## Episodio 10
- Diretto da: Monica Vullo
- Scritto da: Mario Cristiani

### Trama
Nelle scale di un palazzo viene ritrovato il cadavere della quindicenne Sofia Ruggiero e la squadra di Scuderi scopre che la ragazza era incinta e che, per aiutare il fratellino malato, aveva iniziato a mettere da parte dei soldi consegnando droga per Nick, il ragazzo con cui si frequentava e che ha il doppio dei suoi anni. In quel palazzo ha sede anche la D&B Digital Service di cui Sofia aveva scritto l'indirizzo sul palmo della mano; i titolari della società vengono messi sotto torchio da Alessandro e così Giovanni Celardo racconta che il socio Luigi Bellingeri non voleva lasciar andare la ragazza dopo la consegna della droga e che l'aveva aggredita facendola cadere di sotto.
La reliquia di San Ciro non è quella autentica e così l'indagine sul furto avvenuto in chiesa riparte. Ci si concentra ora su tale Daniele Ausiello, il portiere di una pensione che potrebbe avere a che fare con la banda; tuttavia il ragazzo viene investito mortalmente da un complice quando la Fiore e Ciullo lo inseguono per strada. Marco e Ilaria intanto continuano a cercare Stefano.
Paola chiede ad Alessandro la separazione ma prima vuole adottare Diego; la donna si dispera poi quando scopre di non poter più avere figli. Cristiana si presenta a casa di Paola chiedendo di aiutarla a riprendere suo figlio Diego.
- Altri interpreti: Massimo De Lorenzo (Lorenzo), Luigi Tuccillo (Massimo), Simone Borrelli (Giovanni Celardo), Giovanni Amura (Luigi Bellingeri), Vincenzo Antonucci (Nick). Simona Barattolo (madre di Sofia), Enrico Basile (padre di Sofia), Antonio Comi (Daniele Ausiello), Gaia Cuomo (sorella di Sofia), Valerio Largo (medico di Paola).
- Ascolti: telespettatori 3 243 000 – share 19,00%[9].

## Episodio 11
- Diretto da: Monica Vullo
- Scritto da: Mario Cristiani

### Trama
Alessandro e Paola litigano perché sono preoccupati per il fatto che Cristiana voglia riavere il figlio Diego. Durante un incontro a casa, Alessandro mette in difficoltà la donna chiedendole da quanto abbia iniziato il percorso di recupero. Tuttavia il poliziotto si rassegna e le fa incontrare Diego un giorno a casa.
Nunzia, dopo l'ennesima conversazione ascoltata, davanti ad Alessandro rimprovera Ilaria che sta cercando per conto suo il fratello Stefano. Ilaria si dispera e ne parla con Marco; tra i due scatta poi di nuovo la scintilla. Nunzia riferisce ad Alessandro che è stato appurato che Ausiello era uno della banda.
Nel frattempo la squadra notturna indaga sulla morte di Piero Oriolo, titolare di un forno con il vizio del gioco.
- Altri interpreti: Ilaria Martinelli (nipote di Oriolo), Bruno Ricci (panettiere), Bruno Tramice (Ciro Ricci).
- Ascolti: telespettatori 3 864 000 – share 20,00%[10].

## Episodio 12
- Diretto da: Monica Vullo
- Scritto da: Fabrizio Midulla

### Trama
La moglie di Ciullo, lungo una strada di campagna, trova una bambina sporca di sangue. Poco dopo viene trovata non molto lontano anche la madre, uscita fuori di strada con la propria auto dopo una giornata passata al mare. Dalle registrazioni delle telecamere di un benzinaio si vede la donna litigare con due ragazzi i quali vengono fermati: uno di loro confessa di aver inseguito, con l'amico e sotto effetto di droga, e speronato la donna dopo che questa aveva risposto male ai due mentre faceva benzina.
Alessandro cerca di incastrare Cristiana lasciando di proposito delle banconote su una mensola di casa ma Paola se ne accorge e lo riprende.
Nel frattempo la polizia collega Stefano ad Ausiello ma viene fregata quando la banda fa ritrovare di proposito alcuno cellulari accesi per confondere le acque. Si risale poi a un casolare di Scisciano dove vengono ritrovati solo un proiettile che è lo stesso di quelli della sparatoria al porto e tracce di sangue che si scoprirà essere di Gennaro, il padre di Diego, il cui corpo quindi per una messinscena era stato fatto ritrovare al porto.
- Altri interpreti: Massimo De Lorenzo (Lorenzo), Alessandro Bolide (padre di uno dei ragazzi incriminati), Vincenzo Iantrono (marito della vittima).
- Ascolti: telespettatori 3 864 000 – share 20,00%[10].

## Episodio 13
- Diretto da: Monica Vullo
- Scritto da: Giovanni Galassi

### Trama
La squadra di Alessandro indaga sul ritrovamento del cadavere di tale Francesco Giacchi che si scoprirà essere stato ucciso dalla sua amante.
Appurato che Gennaro era stato al casolare, Alessandro fa visita a Tarek in ospedale finendo per mettergli le mani addosso quando l’uomo lo accusa dicendo che è l'unico vero responsabile della morte dell'amico.
Nel frattempo Nunzia ottiene il trasferimento ma è concentrata a chiudere il caso della banda. Paola accoglie la sorella che ha lasciato il marito Massimo e anche lei ha dei dubbi sulla redenzione della madre di Diego.
- Altri interpreti: Massimo De Lorenzo (Lorenzo), Luigi Tuccillo (Massimo), Alex Van Damme (Tarek Hammadou).
- Ascolti: telespettatori 3 408 000 – share 19,30%[11].

## Episodio 14
- Diretto da: Monica Vullo
- Scritto da: Tommaso Renzoni

### Trama
La squadra notturna indaga sul ritrovamento di un cadavere al cimitero, si tratta di Gianni Sammarco.
Alessandro segue una pista alternativa e per arrivare alla banda senza successo chiede aiuto a tale Capuano, un "cassettaro" che è appena uscito dal carcere e che potrebbe essere coinvolto.
Franco trova Cristiana fatta di droga e la fa curare da un suo amico. Diego non sente più la madre e pensa di nuovo di essere stato abbandonato. Paola racconta ad Alessandro di non poter avere più figli abbracciandolo. Poco dopo il poliziotto affronta a muso duro Cristiana attaccandola per come si è comportata dato che ha venduto il metadone del SerT per comprarsi l'eroina; la donna gli risponde che sta cercando di migliorare e che Diego sta meglio con lui. Diego, furioso perché ha visto che Tarek è stato rilasciato, accusa lo spacciatore di aver a che fare con la morte del padre e gli spara.
- Altri interpreti: Alex Van Damme (Tarek Hammadou), Alessandra D’Ambrosio (medium), Benedetto Casillo (Nino Capuano).
- Ascolti: telespettatori 3 408 000 – share 19,30%[11].

## Episodio 15
- Diretto da: Monica Vullo
- Scritto da: Donatella Diamanti

### Trama
Per fortuna Diego non ha colpito Tarek e il peggio viene evitato dal pronto intervento di Alessandro che raccoglie il bossolo e tiene buono il delinquente allontanando il bambino. Una volta tornati a casa, Alessandro nasconde nella cassaforte l'arma che Diego si era procurato e parla con lui insieme a Paola comprendendo il suo malessere.
Una notte Ilaria viene avvertita dalla vicina di casa di Stefano che ha sentito dei rumori provenienti proprio dall'appartamento posto sotto i sigilli. La ragazza si precipita sul posto insieme a Marco, che intanto a sorpresa ha chiesto di sposarla, e vi trova un ragazzo che prova a fuggire: Luca Rosai lavora nel mondo della finanza e in Questura racconta di aver fatto degli investimenti sbagliati e che Stefano, diventato il suo fidanzato, stava cercando di aiutarlo in tutti i modi. Nel frattempo Alessandro avvicina di nuovo Nino Capuano per convincerlo a collaborare a fermare la banda.
Quando in Questura arriva un video che riprende la scena dello sparo di Diego, Scudieri viene sospeso dalla Raimondi e gli viene tolto pure l'affidamento di Diego che viene portato via davanti agli occhi di Paola. Capuano chiama in Questura perché vuole parlare con Alessandro ma dato che è sospeso a casa dell’uomo ci va Palma.
Tre mesi prima. In un locale si festeggia la promozione a vicequestore aggiunto di Palma il quale, dopo essere stato lasciato da Ilaria, festeggia facendo sesso con una ragazza incontrata quella sera. Poco dopo sulla strada il poliziotto, distrattosi dal cellulare, investe un motociclista e scappa salvo poi tornare indietro poco dopo senza ritrovare il corpo del ragazzo. Il giorno dopo, mentre è al lavoro, per messaggio riceve un video che riprende il momento dell’incidente. Palma viene quindi ricattato da tale Michele Fusco, il capo della banda che lo costringe a lavorare per lui facendogli diversi favori come quando ha aiutato la banda come copertura il giorno della sparatoria al ristorante "La barca blu" o quando ha riferito che Gennaro era un informatore di Alessandro.
Oggi. Marco entra a casa di Capuano e lo uccide con un colpo alla schiena; chiama poi Alessandro dicendo di aver trovato morto l'uomo.
- Altri interpreti: Massimo De Lorenzo (Lorenzo), Alex Van Damme (Tarek Hammadou), Benedetto Casillo (Nino Capuano), Michelangelo Tommaso (Luca Rosai), Salvatore Catanese (Michele Fusco).
- Ascolti: telespettatori 3 781 000 – share 20,60%[12].

## Episodio 16
- Diretto da: Monica Vullo
- Scritto da: Donatella Diamanti

### Trama
La polizia fa un altro buco nell'acqua quando arriva tardi nel caveau di una banca svuotato dalla banda. Da un dettaglio del furgone utilizzato dalla banda rivelato da Marco, Alessandro capisce che è lui la talpa e lo segue fino al luogo dell’incontro con Fusco. Qui Marco chiede a Fusco di non lavorare più per lui ma Fusco non reagisce bene e nella lite entrambi cercano di spararsi a vicenda ma Marco riesce a precederlo e ad ucciderlo. Alessandro, che ha assistito alla scena, inizia un inseguimento con Marco e alla fine riesce ad arrestarlo. Nel frattempo vengono arrestati anche i rimanenti componenti della banda. Interrogato in Questura, l'ormai ex vicequestore aggiunto Palma, tra lo stupore dei colleghi, racconta come ha ucciso Gennaro e indica il luogo dove ha fatto sparire il corpo di Stefano, ovvero una discarica di Ponticelli. Ilaria, disperata, distrugge la scrivania di Marco venendo consolata da Alessandro.
Prima di Natale la squadra al completo si riunisce a cena nel ristorante dove lavora Giamila con i rispettivi compagni quando Alessandro e Paola vengono avvisati della fuga di Diego dalla sua nuova casa. La coppia rintraccia il bambino, che si mostra infelice della famiglia che lo ha accolto, e se ne va con loro ridendo.
- Altri interpreti: Massimo De Lorenzo (Lorenzo), Benedetto Casillo (Nino Capuano), Salvatore Catanese (Michele Fusco).
- Ascolti: telespettatori 3 781 000 – share 20,60%[12].